# Max Bentele
Max Bentele (Ulm, 15 de janeiro de 1909 — 19 de maio de 2006) foi um engenheiro mecânico alemão.
Foi um pioneiro em turbinas aeronáuticas.